# Європейський культурний фонд
Європе́йський культу́рний фонд (англ. European Cultural Foundation) — незалежний фонд, що базується в Нідерландах і здійснює свою діяльність по всій Європі протягом майже 60 років. ЄКФ (ECF) підтримує мистецтво і культуру в Європі через реалізацію власних ініціатив і надання грантів. Свою місію фонд визначає як: «ініціювати і підтримувати форми культурного вираження і взаємодії, які дозволяють людям реалізувати спільне майбутнє у Європі».
Основною темою ЄКФ з 2010 по 2012 року були Наративи Європи [Архівовано 29 травня 2013 у Wayback Machine.] – пошук людей і громад, що будують історії і погляди, які формують Європу сьогоднішнього і завтрашнього дня.

## Організація
Директором ЄКФ є Кетрін Уотсон (Katherine Watson) і президентом ЄКФ є Принцеса Нідерландів Лорентін (HRH Princess Laurentien). Європейський культурний фонд був створений у Женеві в 1954 році швейцарським філософом Дені де Ружмоном. Першим президентом Фонду був один з головних архітекторів Європейського економічного співтовариства (пізніше Європейського союзу) Робер Шуман.
Фонд запустив кілька загальноєвропейських програм великого масштабу, в тому числі «План Європа 2000» (англ. Plan Europe 2000 ). Також Фонд координував освітні програми Європейської комісії Erasmus (1987–1995), Eurydice (1980–2001) і Tempus (1992–1993). ЄКФ започаткував багато проектних ініціатив, таких як East-West Parliamentary Practice Project, Art for Social Change (у співпраці з Фондом Відкритого суспільства) і ALMOSTREAL. ЄКФ є зареєстрованою благодійною організацією і отримає фінансування від BankGiro Loterij [Архівовано 30 травня 2013 у Wayback Machine.] і de Lotto [Архівовано 29 травня 2013 у Wayback Machine.] завдяки своєму багаторічному партнерству з Prins Bernhard Cultuurfonds [Архівовано 31 травня 2013 у Wayback Machine.].